# Pentatlo moderno nos Jogos Pan-Americanos de 2011
O pentatlo moderno nos Jogos Pan-Americanos de 2011 foi disputado nos dias 15 e 16 de outubro no Club Hípica, em Guadalajara. Contou com as provas individual feminina e masculina num total de 42 atletas participantes.

## Calendário
| Outubro          | 13 | 14 | 15 | 16 | 17 | 18 | 19 | 20 | 21 | 22 | 23 | 24 | 25 | 26 | 27 | 28 | 29 | 30 |
| ---------------- | -- | -- | -- | -- | -- | -- | -- | -- | -- | -- | -- | -- | -- | -- | -- | -- | -- | -- |
| Pentatlo moderno |    |    | 1  | 1  |    |    |    |    |    |    |    |    |    |    |    |    |    |    |

|  | Dia de competição |  | Dia de final |

## Países participantes
Abaixo, a quantidade de atletas enviados por cada país, de acordo com o evento.
| CON                      | Masculino | Feminino | Total |
| ------------------------ | --------- | -------- | ----- |
| ARG Argentina            | 2         | 2        | 4     |
| BRA Brasil               | 2         | 2        | 4     |
| CAN Canadá               | 2         | 2        | 4     |
| CHI Chile                | 2         | 1        | 3     |
| CUB Cuba                 | 2         | 2        | 4     |
| DOM República Dominicana | 2         |          | 2     |
| ECU Equador              | 2         | 1        | 3     |
| GUA Guatemala            | 2         | 2        | 4     |
| MEX México               | 2         | 2        | 4     |
| PAN Panamá               | 2         |          | 2     |
| USA Estados Unidos       | 2         | 2        | 4     |
| URU Uruguai              | 1         |          | 1     |
| VEN Venezuela            | 2         | 1        | 3     |
| Total de atletas         | 25        | 17       | 42    |
| Total de CONs            | 13        | 10       | 13    |

## Medalhistas
| Evento             | Ouro                               | Prata                         | Bronze                   |
| ------------------ | ---------------------------------- | ----------------------------- | ------------------------ |
| Masculino detalhes | Óscar Soto MEX México              | Andrei Gheorghe GUA Guatemala | Esteban Bustos CHI Chile |
| Feminino detalhes  | Margaux Isaksen USA Estados Unidos | Yane Marques BRA Brasil       | Tamara Vega MEX México   |

## Quadro de medalhas
| Ordem | País               | Medalha de ouro | Medalha de prata | Medalha de bronze |   |
| ----- | ------------------ | --------------- | ---------------- | ----------------- | - |
| 1     | MEX México         | 1               |                  | 1                 | 2 |
| 2     | USA Estados Unidos | 1               |                  |                   | 1 |
| 3     | BRA Brasil         |                 | 1                |                   | 1 |
|       | GUA Guatemala      |                 | 1                |                   | 1 |
| 5     | CHI Chile          |                 |                  | 1                 | 1 |
| TOTAL | TOTAL              | 2               | 2                | 2                 | 6 |